# Břístevská hůra
Břístevská hůra (na některých mapách také Vršek u Starého Vestce, Vršek u Vestce, ve starší literatuře Křížová hůrka, na online mapách bez názvu) je 233 m n. m. vysoký svědecký vrch. Nalézá se mezi středočeskými obcemi Bříství a Starý Vestec v okresu Nymburk; u sjezdu z dálnice D11 na jejím 18. kilometru. Tvoří trojvrší s Přerovskou a Semickou hůrou, společně se nazývají Polabské hůry.
Neobdělávaná část hůry je přírodní památkou – Evropsky významnou lokalitou Natura 2000.

## Geologie a geomorfologie

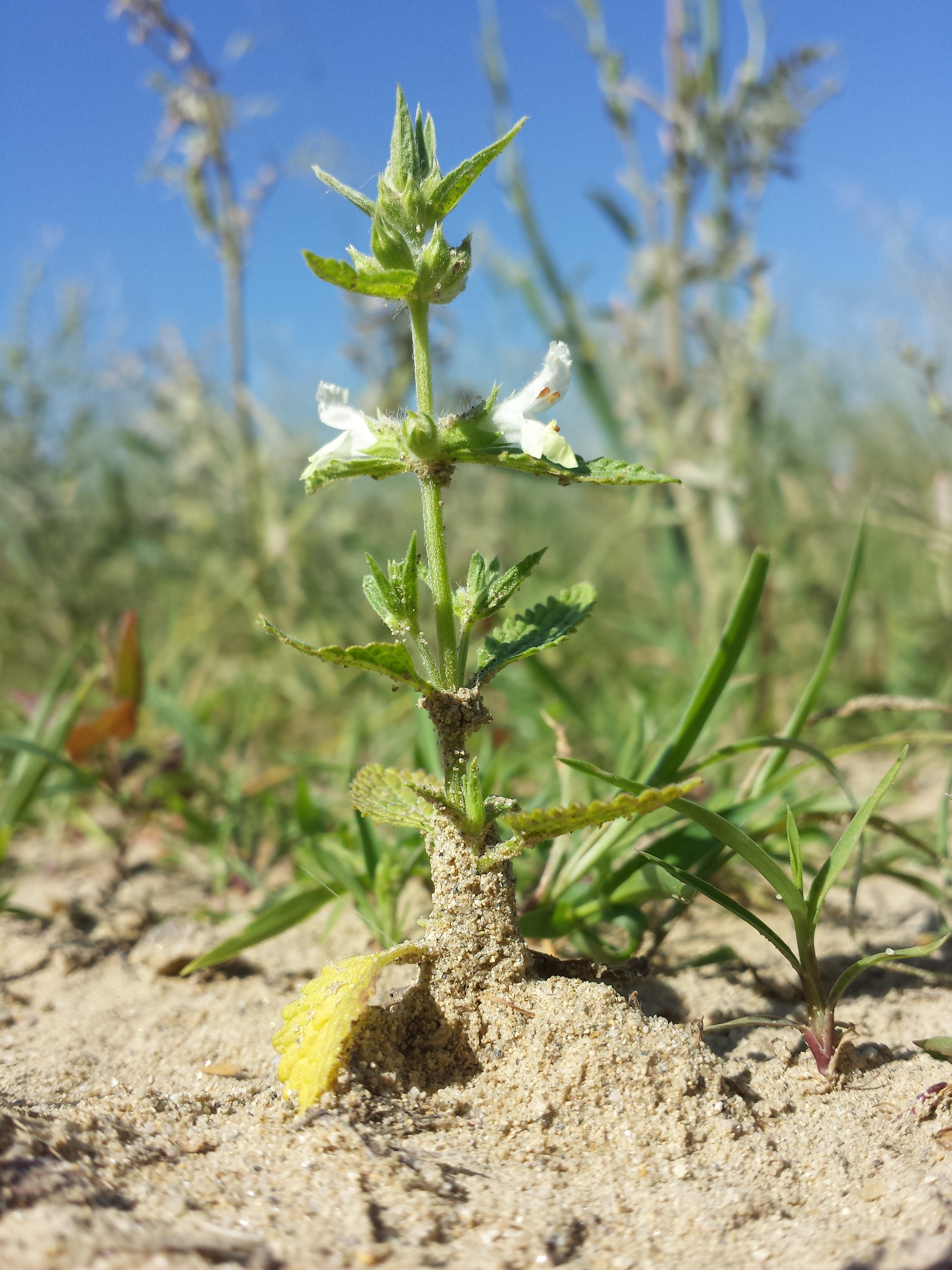
Čistec roční

Je to výrazný svědecký vrch s vrcholovou plošinou. Je tvořený turonskými slínovci (s polohami vápenců) jizerského souvrství a spodnopleistocenním štěrkopískovým pokryvem.
Na jihu je vrch oddělen sedlem od rozsáhlé svědecké plošiny Horky (vrcholová kóta 244 m), která pokračuje směrem na vjv k Poříčanům a je dlouhá až 5 km.
Vrch náleží do celku Středolabská tabule, podcelku Českobrodská tabule, okrsku Kouřimská tabule a Chrástecké části. Zbylé dvě Polabské hůry leží již v Nymburské kotlině.

## Ochrana přírody
Dne 5. října 2009 vláda ČR na návrh ministra životního prostředí Ladislava Mika zařadila celou Břístevskou hůru do seznamu Evropsky významných lokalit Natura 2000 (název přírodní památky Polabské hůry). EVL byla vyhlášena rozhodnutím Evropské komise v lednu 2011.

## Rostlinstvo na hůře a v jejím okolí
Západní a jižní svah hůry je porostlý starými ovocnými stromy, mezi nimi se přes zanedbanou údržbu uchovávají teplomilná stepní bylinná společenstva. Jsou zde bohatá naleziště vzácného hořečku nahořklého a zárazy síťnaté. Dále tu roste sesel roční, zvonek klubkatý, lněnka lnolistá, bezkolenec rákosovitý, čistec roční, úporek pochybný a řada dalších bylin.
Východní a severní svah společně s vrcholem byl osázen nepůvodní borovicí černou. Okolí vršku je s výjimkou dálničního tělesa intenzivně zemědělsky využívané.

## Zřícenina kaple

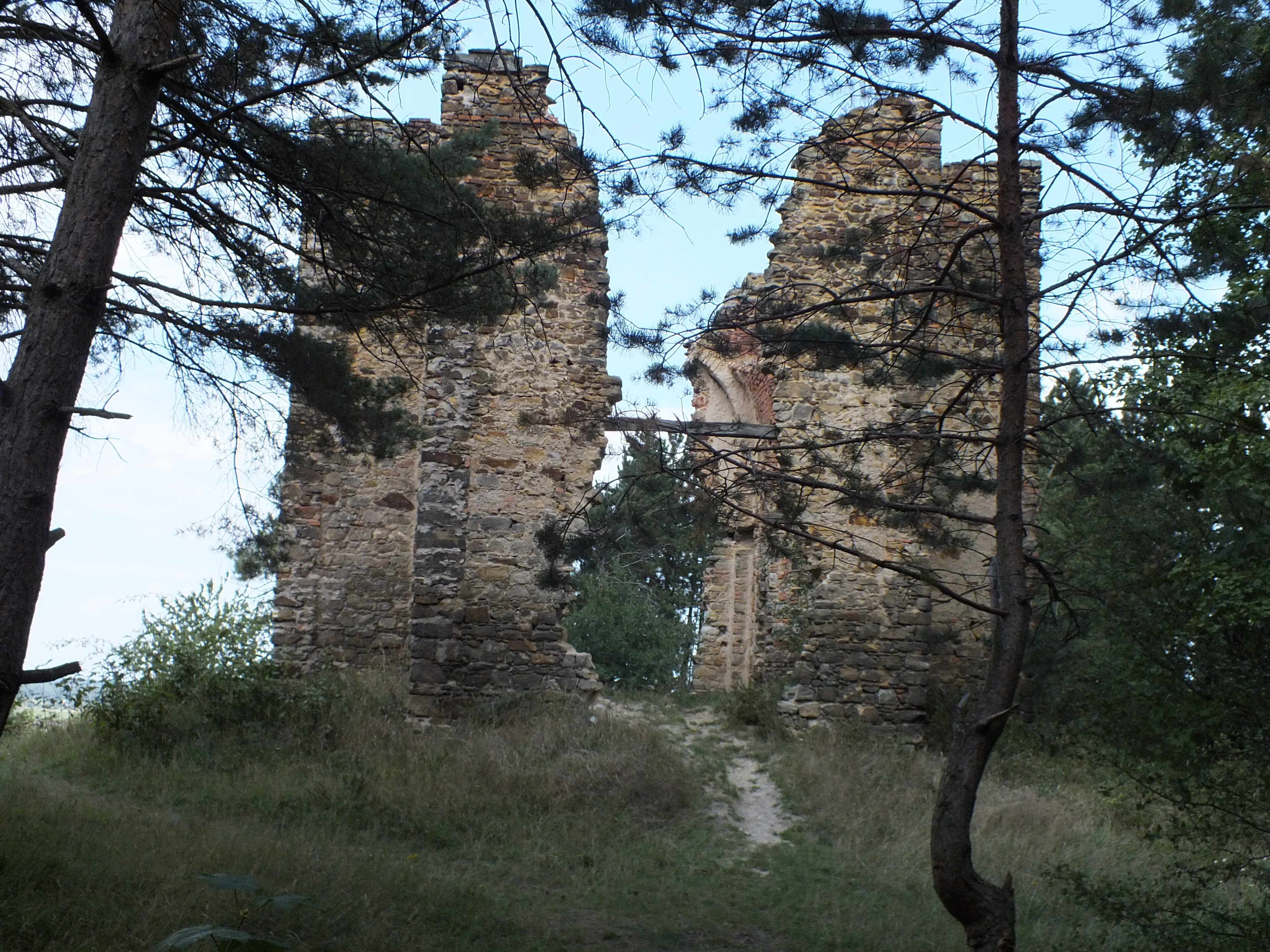
Zřícenina kaple Povýšení sv. Kříže na Břístevské hůře

Na vrcholu Břístevské hůry se nalézá zřícenina barokní kaple Povýšení sv. Kříže z roku 1714. Je centrálního typu ve tvaru kříže delší osou orientovaná ve směru sever – jih. Po úderu blesku vyhořela v letech 1764, 1818 a 1878 a od tohoto roku nebyla obnovena. Kaple má základy půdorysu ve tvaru kříže o délce 11,92 m a šířce 10,40 m. Zdroje z počátku 20. století ještě uváděly zbytky klenby a stopy barokní výmalby, které se do dnešní doby nedochovaly.

## Turistická značka
Přes Břístevskou hůru vede žlutá turistická značka, která začíná u motorestu Ohio v Kersku, vede přes Velenku, les Psárce a Břístevskou hůru dále do Starého Vestce a Přerova nad Labem. Stezka končí na vrcholu Přerovské hůry.